# Khàzars
Els khàzars (en göktürk , hɑ'zɑɾ) foren un poble turquès sorgit al segle v com a confederació tribal i que al començament del segle vii es van establir al sud-est de l'estepa russa i el Daguestan. La formació de la confederació es va produir sota els Turcs Occidentals. Al primer terç del segle vii van tenir un paper notable en les guerres romano-sassànides, com a aliats de l'Imperi Romà d'Orient, devastant les possessions perses a Transcaucàsia.

## L'aliança romana d'Orient
L'horda khàzar ja era poderosa el 626 quan el kan Ziebil, a petició de l'emperador romà d'Orient Heracli, li va deixar 40.000 homes per fer la guerra a Pèrsia, mercès als quals va poder assolar l'Albània del Caucas fins a l'Azerbaidjan, llavors Mèdia Atropatene; el 627 van atacar Geòrgia ocupant Tblisi el 628. L'aliança entra romans d'Orient i khàzars fou duradora i segellada amb alguns matrimonis.

## Guerres amb els àrabs
Els àrabs van arribar a Derbent, en mans dels sassànides, el 643 i aviat van fer atacs contra Balanjar, fundada vers el 630 pel clan balanjar, i que era almenys la residència d'hivern del kan i potser capital per un temps. El 652 el general Abd-ar-Rahman ibn Rabia al-Bahilí, en contra de les ordres del califa, va dirigir l'atac àrab al territori dels khàzars i va assetjar Balanjar, els khàzars van fer una sortida en el moment en què els arribaven reforços i els musulmans van quedar en inferioritat i foren completament derrotats. Abd-ar-Rahman va intentar reagrupar les seves tropes però va morir en la lluita; el seu germà Salman va poder reunir els que van sobreviure i els va portar cap a Bab al-Abwab. El cos del general fou conservat pels khàzars que el van utilitzar després en les seves pregàries per demanar pluja. La seva derrota va marcar el final de la primera fase de la guerra entre àrabs i khàzars.

## Independència del kanat
El 659 els Turcs Occidentals van quedar sotmesos als xinesos i al seu lloc van sorgir el kanat khàzar (o kaganat) i el kanat búlgar (en turc: 'els barrejats'). El 661-664 els khàzars van fer atacs contra l'Albània del Caucas i el rei Varaz Trdat va enviar el bisbe Israel a Varachan, capital dels "huns" (búlgars) que tenien per kan Alp Ilituer o Alp Ilteber. En aquest temps els khàzars es van apoderar també de Crimea excepte Kherson i dependències, sota administració romana d'Orient.
El kanat búlgar, o Magna Bulgària, va ser derrotat vers 670 i una part van emigrar cap a la regió del riu Volga fundant el regne de Kama Bulgària o Bulgària del Volga, i una altra cap a Mèsia o Tràcia, on el 679 es va fundar el Primer Imperi Búlgar. Alguns búlgars van quedar a l'estepa sota dominació dels khàzars.

## Govern i llengua
Els khàzars estaven governats per kagans i tarkhans (segons Constantí VII Porfirogènit "Khaganos"; al seu darrere un intendent de palau el pekh. La seva llengua era turca. El kan o kaghan tenia el poder teòric però l'efectiu estava en mans del shad o ishad, pràcticament una doble monarquia.

## Continuació de l'aliança romana d'Orient
Quan Justinià II (685-695) fou enderrocat se li va tallar el nas i fou enviat a Kherson a Crimea (695). Justinià es va guanyar l'hostilitat de tota la població de Kherson. Els habitants, o més probablement un grup representatiu, va planejar matar-lo, i assabentat, Justinià es va escapar cap a la cort de Busiris, kan dels khàzars, on fou ben rebut. Busiris va donar a Justinià una germana seva (coneguda sota el nom grec de Teodora) en matrimoni i li va donar també la ciutat de Fanagòria a l'illa de Taman al Bòsfor Cimmeri. L'emperador romà d'Orient Tiberi III se'n va assabentar i va subornar a Busiris, que va enviar missatgers per matar el seu hoste, però Teodora va descobrir l'afer i el va comunicar al seu marit que va matar als dos missatgers, va enviar a la seva dona amb Busiris i es va escapar a la cort de Tervel, rei dels búlgars. Tervel va decidir restaurar a Justinià i es va presentar amb 50.000 guerrers davant de Constantinoble, abans que Tiberi III conegués tanmateix la fugida de Justinià de Fanagòria. Alguns partidaris de Justinià van introduir als búlgars a la ciutat i Tiberi III va haver de fugir. Justinià fou restaurat en 704.
Mentre els àrabs van recuperar Derbent o Bab al-Abwad (Maslama ibn Abd al-Malik) que va canviar diverses vegades de mans en aquests anys, i va penetrar profundament a territori khàzar. La lluita incerta va continuar fins al 730. Abu Ukba al-Djarrah ibn al-Hakami, el 723 fou enviat a Armènia per combatre els khàzars i es va fixar a Bardaa d'eon va ocupar Bab al-Abwad i va derrotar els khàzars dirigits per Bardjik, fill del khakan (kan dels khàzars) i va ocupar Balandjar i Walandar, ciutats dominades per ells, arribant fins a Samandar, probablement Kizliyar al Terek, i llavors es va retirar; el 729 al-Djarrah fou nomenat governador d'Armènia i l'Azerbaidjan i el 730 es va enfrontar amb els khàzars a Ardabil durant uns quants dies de novembre i desembre del 730, batalla que va perdre, i en la qual va morir. Els khàzars van ocupar Azerbaidjan temporalment i la seva cavalleria va arribar fins a Mossul. El 731 Maslama ibn Abd al-Malik es va retirar de Khazària fins a Bab al-Awad on va arribar amb les forces justes. Una aliança amb els romans d'Orient fou segellada i Constantí V es va casar el 732 amb una filla del khakan, coneguda com a Irene, i fou la mare de Lleó IV, conegut com a Lleó IV el Khàzar (775-780).
Marwan ben Muhammad, el futur califa Marwan II, va atacar els khàzars el 737 simultàniament des de Daryal o Darial (Bab al-Lan o Porta dels Alans) i des de Bab al-Abwad i temporalment va dominar el territori fins al Volga; el kan khàzar fou perseguit fins al territori dels burtes (finougrians vassalls dels khàzars); el kan derrotat es va fer musulmà i va esdevenir vassall del califa; es van fer algunes transferències de població, àrabs a Khazària i khàzars a al-Lakz; però aquesta submissió estava supeditada a la presència d'una força militar d'ocupació sense la qual el domini califal haguera estat inexistent i, per tant, quan al cap de poc l'exèrcit àrab es va retirar la submissió efectiva es va acabar. Tres anys després els romans d'Orient van derrotar els àrabs a Acròinon i si la sobirania àrab a Khazària es mantenia, es va acabar en endavant.
El califa al-Mansur va ordenar al governador d'Armènia Yazid ben Useid al-Sulami de casar-se amb la filla del kan Baghatur, en vistes de millorar les relacions; però la mort de la princesa i del seu fill poc després va portar a nous conflictes. Els atacs khàzars a Transcacucàsia foren nombrosos i potents especialment el 764 i 765 sota la direcció d'As, Raz o Rash Tarkhan al-Khwarazmi, que se suposa que era del grup d'iranians musulmans establerts en territori khàzar a l'est de la Càspia, coneguts com a arsiyya, que formaven la guàrdia musulmana del kan i tenien el dret de restar neutrals en els enfrontaments entre khàzars i musulmans.
Vers el 786 els khàzars van ajudar a Lleo II, net del kan khàzar, a assegurar la independència d'Abkhàzia i Egrisi en contra dels romans d'Orient. Això hauria portat també a lluites a Crimea amb la revolta antikhàzar de Joan de Gothia. La darrera expedició dels khàzars a territori àrab al Caucas va tenir lloc el 799 i va afectar principalment a Geòrgia.

## Capitals
Els khàzars eren més civilitzats que altres pobles turcs i sense esdevenir del tot sedentaris, el seu estat era coherent i s'enriquia amb el comerç. Passaven els hiverns a les viles (formades de fet per tendes de nòmades) i l'estiu a les estepes. El seu centre eren les estepes del Terek; la primera capital fou Balandjar que fou destruïda pels àrabs el 722/723. Llavors la capital es va traslladar a una ciutat anomenada Al-Baida pels àrabs (Ciutat Blanca) corresponent a Itil. Aquesta capital era per l'estiu, ja que a l'hivern els khàzars eren nòmades, sobretot al Kuban. Vers el 833, buscant una residència menys amenaçada per invasors, van demanar enginyers a l'emperador romà d'Orient Teòfil, a fi i efecte de construir una capital fortificada; l'emperador va enviar el protoespatari Petrones, que va ajudar a construir la que fou la tercera capital, Sarkel, propera a la desembocadura del riu Don. A les ruïnes de Fanagòria van construir també l'empori comercial de Matarka a la península de Taman.

## Religió
Vegeu Conversió dels khàzars al judaisme
Els mercaders van portar al kanat les religions cristiana, jueva i musulmana. Entre 851 i 863 els romans d'Orient van enviar al país a l'apòstol Sant Ciril, que fou ben rebut, tot i topar amb els rabins jueus. En temps de Lleó VI hi havia un bisbe romà d'Orient a Matarka, amb l'encàrrec d'evangelitzar Khazària; l'islam també s'havia introduït després del 690 i a partir del 868 fou una de les principals religions del país. El judaisme fou predicat després del 767 per Isaac Sangari. Masudi assegura que en el califat de Harun al-Rashid (786-809) el qaghan i la noblesa khàzar van abraçar la religió jueva. La persecució religiosa de l'emperador Romà I Lecapè (919-944) va portar a Khazària gran nombre de refugiats israelites. Un qaghan de nom Josep va escriure el 948 al diplomàtic andalusí Hasday ibn Xaprut, per explicar la prosperitat de judaisme khàzar. A la Risala d'Ibn Fadhan el qaghan, el virrei, el príncep de Samandar (al Daguestan) i els principals dignataris professaven el judaisme fins al punt que per represàlies per la destrucció d'una sinagoga en terres musulmans, un dels qaghan va fer destruir un minaret; amb tot es creu que el poble de religió cristiana i musulmana era més nombrós que els de religió jueva. El 965, per oportunisme polític, un qaghan va adoptar l'islam; el 1016 un kan local, a la península de Taman, portava el nom de Jordi Tzul (Giorgios Tzulos) i era cristià.

## Decadència del kanat
En el regnat del califa al-Wathik (842-847) es van enviar dues ambaixades als khàzars dirigides per Muhammad ibn Musa al-Khwarizmi i per Sallam. Al segle ix els turcs oghuz de les estepes de l'Aral van expulsar cap a l'oest als turcs petxenegs de les regions de l'Emba i del riu Ural; els petxenegs van travessar territori khàzar vers 850 a 860 i van expulsar a l'horda dels magiars que vivia al nord de la mar d'Azov com a clients dels khàzars (antigament enemics fins a la instal·lació de la dinastia d'Arpad sota patronatge khàzar); els magiars van anar cap a la zona entre el Dnièper i el baix Danubi (vers 869-889) però els petxenegs anaven al seu darrere i finalment els van arrabassar aquests territoris dominant entre la desembocadura del Don i Moldàvia. Els khàzars no van conservar més que el país entre el curs inferior del Don, el baix Volga i el Caucas. Vers el 885 els eslaus orientals, una part dels quals havia estat vassalla dels khàzars, es van unificar sota l'autoritat dels "rus". A la segona meitat del segle ix es van revoltar els kabards ("rebels" en turc). Del juliol del 901 al 912 khàzars i àrabs van estar en guerra; llavors era kan khàzar Ksa o Tnz Ksa ibn Idjan (Aaaron I?). Els russos van fer també expedicions contra els àrabs destacant les de 910, 911/912 i 922. Els russos podien accedir al Volga amb permís dels khàzars perquè aquests estaven en guerra contra els àrabs i després a canvi de la meitat del botí; però els musulmans khàzars, furiosos pels atacs als altres musulmans, van atacar els russos a la tornada i els van massacrar. Els russos però van retornar vers el 934 i van fer devastadores expedicions a Bardaa, el que va decidir el kan Josep, vers el 960, a prohibir el pas del rus per aquestes expedicions. Aquesta decisió va provocar la guerra entre els russos i els khàzars.
El 965 el príncep rus de Kíev, Sviatoslav, va atacar els khàzars i va ocupar la capital Sarkel (i segons Ibn Hawkal, també Atil, cosa força incerta). Al mateix temps els khàzras foren atacats pels "turcs" que devien ser els oghuz (torki pels russos) com a aliats de Sviatoslav. El kanat va sobreviure conservant el territori del baix Volga, l'estepa de Kuban i el Daguestan. El 985 els oghuz es van aliar a Wladimir I, fill i successor de Sviatoslav, contra Bulgària del Volga; el kagan khàzar va cridar en ajut els corasmis, que van expulsar els oghuz a canvi de la conversió del kaghan a l'islam. El kanat khàzar controlava encara Atil però era poc més que un protectorat de Coràsmia. En una data incerta vers el 985 els oghuz van ocupar Sarkel.
El 1016 l'emperador romà d'Orient va enviar contra els darrers khàzars una flota en suport d'un exèrcit rus. Els aliats es van apoderar de la península de Taman i els territoris dels khàzars a Crimea; el kan khàzar era Jordi Tzul (Tzoule, Tzoulus) i els invassors anaven manats per un tal Sphengus que era germa de Wladimir, al seu torn cunyat de l'emperador Basili II; aquest Sphengus podria ser Wladimir Mstislav, fill de Wladirmi I que se sap que el 1022 estava a Tmutorakan manant un contingent khàzars i kasogis contra el seu germà Iaroslav. El 1030 els khàzars foren atacats pel shaddàdida Fadlun de Gandja però fou derrotat i mort per aquests (alguns autors pensen que khàzar és un error per gurdjs = georgians, o per abkhazs, sempre en lluita contra els shaddàdides, atès que el 1030 els khàzars eren ja només un petit poder local massa allunyat de Gandja). Progressivament molts khàzars van retornar a les estepes i es van unir a petxenegs, oghuz i després cumans, i com a conjunt van perdre importància.
Segons Munedjdjimbashi el 1064 les restes dels khàzars les formaven 3.000 famílies que es van establir a Kahtan, potser Khaydak al país dels Kazi Kumukhs del Daguestan, on es van establir. El 1079 i 1083 encara s'esmenta als khàzars en relació als esdeveniments del principat de Tmutorakan on encara conservaven algun poder. Individualment alguns khàzars van entrar al servei de prínceps russos com Ivan Kozarin (el Khàzar) que el 1106 fou voivoda de Kíev i va rebutjar un atac dels cumans. Altres van servir amb els petxenegs i amb els hongaresos. Crimea fou anomenada per força temps Khazària.

## Estat multinacional
El kanat khàzar, al moment del seu màxim poder, tenia 25 pobles vassalls entre els quals els búlgars del Volga, els burtes, els hongaresos, els huns del Caucas, els alans i els eslaus orientals. La frontera anava entre Kiev, al sud-oest, Bulgaria del Volga, al nord-est (fins a prop de la moderna Kazan), i el Caucas, al sud.

## Llista dels kans khàzars coneguts

### Sense dinastia
- Ziebel, 618-630.
- Interregne, 630-650.
- Irbis, vers 650.
- Khalga, després del 660 (dubtós).
- Kaban, vers 670 (dubtós).
- Busir (Ibuzir Glavan), vers 690-715.
- Barjik, vers 725-731.
- Bihar, 731-?
- Prisbit, reina regent, abans del 740.
- Baghatur, vers 760.
- Xan-Tuvan Dyggvi, vers 825-830.
- "Tarkhan", probablement títol, vers el 845.
- Zacaries, vers 865.

### Pekhs
- Yazir Bulash.
- Chorpan Tarkhan, mitjan segle vii.
- Alp Tarkhan, després del 700.
- Tarmash, vers 730.
- Hazer Tarkhan, ? -737.

### Dinastia bulànida
- Bulan Sabriel, vers el 740.
- Obadià, vers el 786-809.
- Ezequies.
- Manassès I.
- Hanukkà.
- Isaac.
- Zabuló.
- Manassès II.
- Nisi.
- Aaron I, vers 900.
- Menahem.
- Benjamí, vers 920.
- Aaron II, vers 930-940.
- Josep, vers 940-965.
- David (a Taman), vers el 986-988.
- Jordi Tzul, a Kertx, vers el 1016.

### Khàzars de Taman
- David, a Taman, vers el 986-988.
- Jordi Tzul, a Taman, fins al 1016.